# Diaconisa

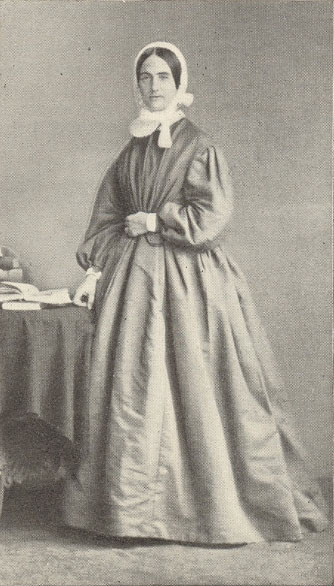
Elizabeth Catherine Ferard, primeira diaconisa da Igreja da Inglaterra.

O ministério de uma diaconisa é, nos tempos modernos, um ministério geralmente não ordenado para mulheres em algumas igrejas protestantes, ortodoxas e ortodoxas orientais para fornecer cuidado pastoral, especialmente para outras mulheres, e que também pode desempenhar um papel litúrgico limitado. A palavra vem do grego diakonos (διάκονος), para "diácono", que significa servo ou ajudante e ocorre com frequência no Novo Testamento cristão da Bíblia. As diaconisas traçam suas raízes desde a época de Jesus Cristo até o século 13 no Ocidente. Elas existiram desde o início até o meio do período bizantino em Constantinopla e Jerusalém; o ofício também pode ter existido nas igrejas da Europa Ocidental. Há evidências para apoiar a ideia de que o diaconato incluindo mulheres na Igreja Bizantina dos primeiros e médios períodos bizantinos foi reconhecido como uma das principais ordens não ordenadas do clero.
Os separatistas ingleses tentaram, sem sucesso, reviver o ofício de diaconisas na década de 1610 em sua congregação em Amsterdã. Mais tarde, um ressurgimento moderno do ofício começou entre os protestantes na Alemanha na década de 1840 e se espalhou pelos Estados Nórdicos, Holanda, Reino Unido e Estados Unidos. Os luteranos foram especialmente ativos e suas contribuições são vistas em vários hospitais. O movimento moderno atingiu o auge por volta de 1910, depois declinou lentamente à medida que a secularização minou a religiosidade na Europa e a profissionalização da enfermagem e do serviço social ofereceu outras oportunidades de carreira para mulheres jovens. As diaconisas continuam a servir em denominações cristãs como luteranismo e metodismo, entre outras. Antes de iniciarem seu ministério, são consagradas como diaconisas.
Diaconisas não clericais não devem ser confundidas com diáconos ordenados como nas igrejas anglicanas, nas igrejas metodistas e na Igreja Protestante na Holanda, muitas das quais têm diáconos ordenados e diaconisas consagradas; no Metodismo, o equivalente masculino às diaconisas são os Missionários Nacionais.

## Período cristão primitivo
A mais antiga referência a mulheres como diaconisas ocorre nas cartas de Paulo ( c. AD 55–58 ). Seu ministério é mencionado pelos primeiros escritores cristãos, como Clemente de Alexandria e Orígenes. Evidências seculares do início do século II confirmam isso. Em uma carta, Plínio, o Jovem, atesta o papel das diaconisas. Plínio refere-se a "duas servas" como diáconos que ele tortura para descobrir mais sobre os cristãos. Isso estabelece a existência do ofício das diaconisas em partes do Império Romano oriental desde os primeiros tempos. Os Padres da Igreja do século IV, como Epifânio de Salamina, Basílio de Cesaréia, João Crisóstomo e Gregório de Nissa aceitam o ministério das diaconisas como um fato.
A Didascalia dos Apóstolos é o documento mais antigo que discute especificamente o papel dos diáconos e diaconisas mais detalhadamente. Originou-se na Síria de língua aramaica durante o século III, mas logo se espalhou em versões gregas e latinas. Nela o autor exorta o bispo: “Nomeie uma mulher para o ministério das mulheres. Pois há casas às quais você não pode enviar um diácono para suas mulheres, por causa dos pagãos, mas você pode enviar uma diaconisa . . . Também em muitos outros assuntos é necessário o ofício de diaconisa." O bispo deve olhar para o diácono como Cristo e para a diaconisa como o Espírito Santo, denotando seu lugar de destaque na hierarquia da igreja.
As diaconisas também são mencionadas em uma passagem do Concílio de Nicéia em 325 que implica seu status hierárquico, consagrado ou ordenado; depois, mais claramente, no Concílio de Calcedônia de 451, que decretou que as mulheres não deveriam ser ordenadas diaconisas até os 40 anos de idade. O rito de ordenação mais antigo para diaconisas é encontrado nas Constituições Apostólicas do século V. Descreve a imposição de mãos sobre a mulher pelo bispo com a invocação do Espírito Santo para o ministério do diaconato. Uma versão completa do rito, com rubricas e orações, foi encontrada no Códice Barberini de 780 DC. Este manual litúrgico fornece um rito de ordenação para mulheres como diaconisas que é virtualmente idêntico ao rito de ordenação para homens como diáconos. Outros manuscritos antigos confirmam o mesmo rito. No entanto, alguns estudiosos, como Philip Schaff, escreveram que a cerimônia realizada para ordenar diaconisas era "meramente uma solene dedicação e bênção". Ainda assim, um estudo cuidadoso do rito convenceu a maioria dos estudiosos modernos de que o rito era totalmente um sacramento nos termos atuais.
Olímpia, uma das amigas mais próximas e apoiadoras do Arcebispo de Constantinopla João Crisóstomo, era conhecida como uma diaconisa rica e influente durante o século V. A legislação de Justiniano em meados do século 6 sobre o clero em todos os seus territórios no Oriente e no Ocidente mencionava homens e mulheres como diáconos em paralelo. Ele também incluiu mulheres como diáconos entre aqueles que regulou para o serviço na Grande Igreja de Hagia Sophia, listando homens e mulheres como diáconos juntos e, posteriormente, especificando cem diáconos que eram homens e quarenta que eram mulheres. A evidência da continuidade dos papéis litúrgicos e pastorais é fornecida pelo manual de cerimônias do século X de Constantino Porfirogênito (De Ceremoniis), que se refere a uma área especial para diaconisas em Hagia Sophia.

### Texto paulino
A primeira menção de Paulo a uma mulher como diácona está em sua Carta aos Romanos 16:1 (AD 58), onde ele diz: "Recomendo-vos nossa irmã Febe, que é serva da igreja em Cencréia". O grego original diz: οὖσαν διάκονον , ousan diakonon, sendo [a] serva [feminina] da igreja em Cencréia. A palavra "diakonon" significa servo em quase todos os seus 30 usos no Novo Testamento, mas também pode ser usada para se referir ao ofício de diácono na igreja. Não há consenso acadêmico sobre se a frase aqui denota "um título oficial de um ministério permanente". O termo pode se referir a ela servindo em um sentido mais genérico, sem ocupar um cargo na igreja. Este é o significado primário, e também como Paulo usa o termo em outras partes da Carta aos Romanos.
Uma referência às qualificações exigidas dos diáconos aparece na Primeira Epístola de Paulo a Timóteo 3:8–13:

Da mesma forma, os diáconos devem ser sérios, não de língua dobre, não se entregando a muito vinho, não gananciosos por dinheiro; eles devem se apegar ao mistério da fé com uma consciência limpa. E deixe-os primeiro ser testados; então, se eles se mostrarem irrepreensíveis, sirvam como diáconos. As mulheres também devem ser sérias, não caluniadoras, mas sóbrias e fiéis em tudo. Que os diáconos se casem apenas uma vez, e que administrem bem seus filhos e suas famílias; pois aqueles que servem bem como diáconos obtêm uma boa posição para si mesmos e grande ousadia na fé que há em Cristo Jesus.— Nova Versão Padrão Revisada. Zondervan: Grand Rapids, MI, 1993
Este versículo sobre "as mulheres" aparece no meio de uma seção que também se dirige aos homens. No entanto, as palavras sobre "as mulheres" podem se referir às esposas de diáconos do sexo masculino ou a diáconos que são mulheres. A transição de diáconos em geral para diáconos em particular pode fazer sentido lingüisticamente, porque a mesma palavra διακονοι abrange homens e mulheres. Para indicar as mulheres, os gregos às vezes diziam διάκονοι γυναῖκες ("diaconisas"). Esta expressão aparece na legislação da igreja de Justiniano. Esta interpretação é seguida por alguns dos primeiros padres gregos, como João Crisóstomo e Teodoro de Mopsuéstia. No entanto, esta não é a frase usada aqui, onde Paulo se refere simplesmente a γυναῖκας (mulheres).
Comentário sobre 1 Coríntios 9:5 "Não temos nós o direito de levar conosco uma mulher como irmã, como todos os outros apóstolos?" por Clemente de Alexandria (150 dC a 215 dC):
Stromata Livro 3, capítulo 6, 54, 3-4 "Mas os últimos [os apóstolos], de acordo com seu ministério [ διακονια ], dedicaram-se à pregação sem qualquer distração e levaram mulheres com eles, não como esposas, mas como irmãs, para que pudessem ser seus co-ministros [ συνδιακονους ] ao lidar com as mulheres em suas casas. Foi por eles que o ensinamento do Senhor penetrou também nos aposentos das mulheres sem que nenhum escândalo fosse levantado. Também conhecemos as instruções sobre mulheres diaconisas [ διακονών γυναικών ] que são dadas pelo nobre Paulo em sua outra carta, aquela a Timóteo" [1 Timóteo 3:11].
Assim como Clemente de Alexandria mencionou a referência de Paulo às diaconisas em 1 Timóteo 3:11, Orígenes de Alexandria (184 a 254 dC) comentou sobre Febe, a diácona que Paulo menciona em Romanos 16:1–2:
“Este texto ensina com a autoridade do Apóstolo que até as mulheres são diáconas instituídas na Igreja. Esta é a função que foi exercida na igreja de Cencréia por Febe, que foi objeto de muitos elogios e recomendações de Paulo… E assim este texto ensina ao mesmo tempo duas coisas: que há, como já dissemos, mulheres diáconos na Igreja, e que mulheres, que por suas boas obras merecem ser louvadas pelo Apóstolo, devem ser aceitas no diaconato".
As Constituições Apostólicas dizem:
"Em relação a uma diaconisa, eu, Bartolomeu, ordeno, ó Bispo, que imponhas as tuas mãos sobre ela com todo o Presbitério e os Diáconos e Diaconisas e dirás: Deus Eterno, Pai de Nosso Senhor Jesus Cristo, o criador do homem e mulher, que encheste do Espírito Maria e Débora, e Ana e Hulda, que não desdenhaste que teu Filho unigênito nascesse de uma mulher; Tu que no tabernáculo do testemunho e no templo constituíste mulheres guardiãs de teu portas sagradas: Agora olha para esta tua serva, que é designada para o ofício de uma diaconisa e concede a ela o Espírito Santo, e purifica-a de toda poluição da carne e do espírito, para que ela possa realizar dignamente o trabalho confiado a ela, para tua glória e louvor de teu Cristo”.

### Mulheres como diaconisas
Dois tipos de mulheres monásticas eram tipicamente ordenadas ao diaconato no início e no meio do período bizantino: abadessas e freiras com funções litúrgicas, bem como as esposas de homens que estavam sendo elevados ao episcopado . Houve uma forte associação de diáconos mulheres com abadessas a partir do final do século IV ou início do século V no Oriente, e isso ocorreu no período medieval tanto na Igreja latina quanto na Bizantina. Principalmente, essas mulheres viviam na parte oriental do Império Romano, onde o ofício de diaconisa era mais frequentemente encontrado. Há evidências literárias de um diaconato incluindo mulheres, particularmente em Constantinopla, e evidências arqueológicas de diaconisas em várias outras áreas do Império, particularmente na Ásia Menor. Um exemplo de uma mulher de Constantinopla que foi diácona no período pós-constantino foi Olímpia, uma mulher bem-educada que, depois de enviuvar, dedicou sua vida à igreja e foi ordenada diácona. Ela apoiou a igreja com doações de terras e sua riqueza, típica desse período. As mulheres que são diaconisas muitas vezes são confundidas como sendo apenas viúvas ou esposas de diáconos; e às vezes é descrito que eles vieram de uma ordem de viúvas. Os ofícios menores da igreja desenvolveram-se quase ao mesmo tempo que o diaconato em resposta às necessidades das igrejas em crescimento. As viúvas, no entanto, eram mulheres idosas da congregação que precisavam de ajuda econômica e apoio social devido à sua situação. Este conceito é mencionado no primeiro Atos 6:1 e 9:39-41 e 1 Timóteo 5. Essas viúvas não tinham deveres específicos em comparação com os diáconos. Nas Constituições Apostólicas, as mulheres diaconisas eram reconhecidas como tendo poder sobre as viúvas na igreja. As viúvas foram advertidas a obedecer "às diáconas com piedade, reverência e temor". Nos primeiros quatro séculos da igreja, as viúvas eram membros reconhecidos da igreja que compartilhavam algumas funções semelhantes de diaconisa; mas não compartilhavam as mesmas responsabilidades ou importância.

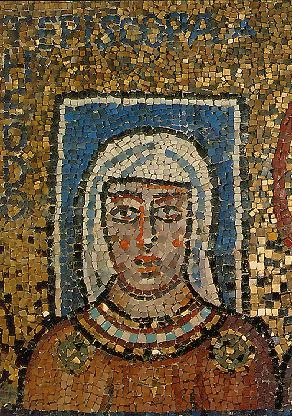
Epíscopa Teodora (Igreja de Santa Prassede)

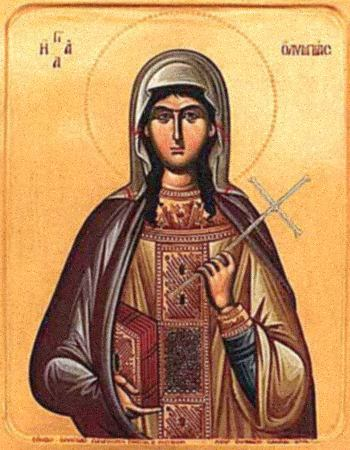
Ícone de Santa Olímpia, a Diaconisa

### Funções
Na igreja bizantina, as mulheres diáconas tinham funções litúrgicas e pastorais dentro da igreja. Essas mulheres também ministravam a outras mulheres de várias maneiras, inclusive instruindo catecúmenos, auxiliando no batismo de mulheres e recebendo mulheres nos cultos da igreja. Eles também mediavam entre os membros da igreja e cuidavam das necessidades físicas, emocionais e espirituais dos presos e perseguidos. Eram enviados a mulheres que estavam presas em casa devido a doença ou parto. Eles cumpriram o importante dever sacramental de conduzir a unção física e o batismo de mulheres. A ordenação ao diaconato também era oportuna para as responsáveis pelo coro feminino, um dever litúrgico. Evidências na Vita Sanctae Macrinae (ou Life of St. Macrina ) mostra que Lampadia era responsável pelo coro feminino. Alguns acreditam que eles também eram presidentes da Eucaristia, mas essa prática foi vista como inválida.

### Arte
Tem sido argumentado que alguns exemplos de arte cristã refletem os papéis de liderança das mulheres como diaconisas, incluindo a administração do anfitrião, ensinando, batizando, cuidando das necessidades físicas da congregação e liderando a congregação em orações. Algumas representações de mulheres na arte cristã primitiva em vários papéis ministeriais foram, indiscutivelmente, posteriormente encobertas para retratar homens. O afresco nas Catacumbas de Priscila foi considerado um exemplo de conspiração para negar o envolvimento das mulheres na Eucaristia . Outro exemplo envolve a capela de São Zenão na Igreja de Santa Praxida em Roma. Uma inscrição que denota uma mulher no mosaico como "Epíscopa Teodora" foi alterada pela eliminação da terminação feminina –ra, transformando-se assim em um nome masculino. Como episcopa é a forma feminina da palavra grega para bispo ou superintendente, a inscrição sugere que Teodora era uma mulher que se tornou bispa; no entanto, esta denominação também foi originalmente usada para homenagear a mãe de um bispo.

### Declínio do diaconato incluindo mulheres
Após o século IV, o papel das mulheres como diaconisas mudou um pouco no Ocidente. Parecia que a quantidade de envolvimento com a comunidade e o foco na espiritualidade individual não permitiam que nenhum diácono que fosse mulher definisse seu próprio ofício. Durante o governo de Constantino, à medida que o cristianismo se tornou mais institucionalizado, os papéis de liderança para as mulheres diminuíram. Foi durante os séculos V e VI na parte ocidental do Império Romano que o papel das diaconisas tornou-se menos favorável. Os concílios de Orange em 441 e Orléans em 533 visaram diretamente o papel das diaconisas, proibindo sua ordenação. Pelo menos no século 9 ou 10, as freiras eram as únicas mulheres ordenadas como diaconisas. A evidência da ordenação diaconal de mulheres no Ocidente é menos conclusiva do século IX ao início do século XII do que em épocas anteriores, embora exista e certos cerimoniais tenham sido mantidos nos livros de liturgia até os tempos modernos.
Em Constantinopla e Jerusalém, há registros históricos suficientes para indicar que o diaconato, incluindo mulheres, continuou a existir como uma ordem ordenada durante a maior parte, senão durante todo esse período. Na Igreja Bizantina, o declínio do diaconato que incluía mulheres começou em algum momento durante o período iconoclasta com o desaparecimento da ordem ordenada para mulheres no século XII. É provável que o declínio tenha começado no final do século VII com a introdução na Igreja Bizantina de severas restrições litúrgicas às mulheres menstruadas. No século XI, a Igreja Bizantina desenvolveu uma teologia de impureza ritual associada à menstruação e ao parto. Dionísio de Alexandria e seu sucessor posterior, Timóteo, tinham restrições semelhantes às mulheres que recebiam a Eucaristia ou entravam na igreja durante a menstruação. Assim, "a impureza de seus períodos menstruais ditou sua separação do santuário divino e santo". No final do período medieval, o papel dos diáconos diminuiu para uma mera preparação para o sacerdócio, com funções apenas litúrgicas. Nos séculos 12 e 13, as diaconisas haviam desaparecido principalmente na igreja cristã européia e, no século 11, estavam diminuindo nas igrejas cristãs do Mediterrâneo Oriental. Mesmo assim, há evidências substanciais de sua existência ao longo da história das Igrejas Orientais.

### Igreja Ortodoxa Siríaca
Uma diaconisa ordenada na Igreja Ortodoxa Siríaca tem o direito de entrar no santuário apenas para limpeza, acender as lâmpadas e está limitada a dar a Sagrada Comunhão a mulheres e crianças menores de cinco anos.  Ela pode ler as escrituras e o Santo Evangelho em uma reunião pública. O título de diaconisa também pode ser dado a uma corista. O ministério da diaconisa auxilia o padre e o diácono fora do altar, inclusive no serviço de batizar mulheres e ungi-las com o santo crisma.

### Restauração do diaconato feminino
Em agosto de 2016, a Igreja Católica estabeleceu uma Comissão de Estudo sobre o Diaconato Feminino para estudar a história das diaconisas e estudar a possibilidade de ordenar mulheres como diaconisas. Até hoje, a Igreja Apostólica Armênia ainda está ordenando irmãs religiosas como diaconisas, a última diaconisa monástica foi a irmã Hripsime Sasounian (falecida em 2007) e em 25 de setembro de 2017, Ani-Kristi Manvelian, uma mulher de 24 anos, foi ordenada em Igreja Matriz St. Sarkis de Teerã como a primeira diaconisa leiga depois de muitos séculos. A Igreja Ortodoxa Russa teve um subdiaconato monástico feminino no século XX. O Santo Sínodo da Igreja Ortodoxa da Grécia restaurou o subdiaconato monástico feminino em 2004. E em 16 de novembro de 2016, o Santo Sínodo da Igreja Ortodoxa Grega de Alexandria também restaurou o diaconato feminino, na verdade para subdiaconisas. Em 3 de maio de 2024, o Patriarcado Ortodoxo de Alexandria e toda a África ordenou no Zimbábue a primeira diaconisa dos patriarcados na Igreja Ortodoxa global 

## Era da reforma
As Donzelas da Caridade, fundadas em 1559 pelo príncipe Henri Robert de la Marck de Sedan, às vezes são consideradas a primeira associação protestante de diaconisas, embora não fossem chamadas por esse nome.
Os menonitas tinham a prática de consagrar diaconisas. O conde Zinzendorf da Igreja da Morávia começou a consagrar diaconisas em 1745.

## Período moderno tardio
O movimento das diaconisas foi revivido em meados do século 19, começando na Alemanha e se espalhando para algumas outras áreas, especialmente entre luteranos, anglicanos e metodistas. A profissionalização de papéis como enfermagem e serviço social no início do século 20 minou sua missão de usar amadores levemente treinados. No final do século 20, a secularização na Europa havia enfraquecido todos os grupos de mulheres filiados à igreja, embora as diaconisas continuem a desempenhar um papel importante em muitas denominações cristãs hoje.

### Europa
O renascimento espiritual nas Américas e na Europa do século 19 permitiu que as mulheres de classe média buscassem novos papéis para si mesmas; eles agora poderiam recorrer ao serviço de diaconisa. Na Inglaterra vitoriana e no norte da Europa, o papel da diaconisa era socialmente aceitável. Um ponto de controvérsia interna era se o voto vitalício impedia as diaconisas de se casarem. Enquanto os diáconos são ordenados, as diaconisas não são.
O movimento moderno começou na Alemanha em 1836, quando Theodor Fliedner e sua esposa Friederike Münster abriram a primeira casa-mãe de diaconisas em Kaiserswerth, no Reno, inspirados pelas diaconisas existentes entre os menonitas. O diaconato foi logo levado à Inglaterra e à Escandinávia, modelo Kaiserswerth. As mulheres se comprometiam por cinco anos de serviço, recebendo hospedagem, alimentação, uniformes, mesada e cuidados vitalícios. O uniforme era o traje habitual da mulher casada. Houve variações, como ênfase na preparação de mulheres para o casamento por meio de treinamento em enfermagem, cuidado infantil, serviço social e trabalho doméstico. Nas igrejas anglicanas, o diaconato era um auxiliar do ministério ordenado. Em 1890 havia mais de 5.000 diaconisas na Europa, principalmente na Alemanha, Escandinávia e Inglaterra.
Na Suíça, a "Institution des diaconesses" foi fundada em 1842 em Échallens pelo pastor reformado Louis Germond. Na França, uma ordem de diaconisas protestantes chamadas "diaconisas de Reuilly" foi fundada em 1841 em Paris pelo pastor reformado  fr e por uma paroquiana chamada Caroline Malvesin. Em Estrasburgo, outra ordem foi fundada em 1842 pelo ministro luterano François-Henri Haerter (também conhecido como Franz Heinrich Härter em alemão). Todas as três ordens de diaconisas ainda estão ativas hoje, especialmente em hospitais, cuidados com idosos e atividades espirituais (retiros, ensino e pregação).
Na Segunda Guerra Mundial, os diaconatos em zonas de guerra sofreram grandes danos. À medida que a Europa oriental caiu para o comunismo, a maioria dos diaconatos foi fechada e 7.000 diaconisas se tornaram refugiadas na Alemanha Ocidental. Em 1957, na Alemanha, havia 46.000 diaconisas e 10.000 associadas. Outros países relataram um total de 14.000 diaconisas, a maioria delas luteranas. Nos Estados Unidos e no Canadá foram contadas 1.550 mulheres, metade delas nas igrejas metodistas.

#### Inglaterra e o Império Britânico
Em 1862, Elizabeth Catherine Ferard recebeu a Licença de Diaconisa nº 1 do Bispo de Londres, tornando-a a primeira diaconisa da Igreja da Inglaterra. Em 30 de novembro de 1861, ela fundou a North London Deaconess Institution e a comunidade que se tornaria a (diaconisa) Community of St. Andrew. A London Diocesan Deaconess Institution também treinou diaconisas para outras dioceses e algumas serviram no exterior e começaram o trabalho de diaconisas em Melbourne, Lahore, Grahamstown, África do Sul e Nova Zelândia. Em 1887, Isabella Gilmore supervisionou o reavivamento das diaconisas que não viviam em comunidade.
Lady Grisell Baillie (1822–1891) tornou-se a primeira diaconisa da Igreja da Escócia em 1888. Ela foi homenageada em 1894 com a inauguração do Lady Grisell Baillie Memorial Hospital em Edimburgo, que mais tarde foi renomeado como Deaconess Hospital.

#### Suécia
A primeira instituição diaconisa na Suécia, Ersta diakoni, foi fundada na capital Estocolmo em 1851. O cargo de chefe da instituição foi oferecido a Maria Cederschiöld antes de ser fundada, e Cederschiöld estudou a instituição de diaconisas Kaiserswerth na Alemanha sob Theodor Fliedner em 1850-1851 antes de participar da fundação da instituição na Suécia após seu retorno, tornando-se ela mesma a primeira diaconisa sueca. Maria Cederschiöld do Ersta diakoni também participou da fundação da primeira instituição de diaconisas na Noruega em Oslo.

### América do Norte
O pastor luterano William Passavant esteve envolvido em muitos programas inovadores; ele trouxe as primeiras quatro diaconisas para os Estados Unidos após uma visita a Fliedner em Kaiserswerth. Eles trabalharam na enfermaria de Pittsburgh (agora Passavant Hospital). Outro produto mais indireto de Kaiserswerth foi Elizabeth Fedde, que treinou na Noruega com uma ex-aluna de Kaiserswerth, depois estabeleceu hospitais no Brooklyn, Nova York e Minneapolis, Minnesota (bem como forneceu o ímpeto para outros hospitais em Chicago, Illinois e Grand Forks, North Dakota), embora tenha recusado o convite de Passavant para administrar seu hospital.
Os metodistas canadenses consideraram estabelecer uma ordem de diaconisas na conferência geral de 1890. Eles votaram para permitir que as conferências regionais iniciassem o trabalho de diaconisas e, na próxima conferência nacional em 1894, a ordem tornou-se nacional. A Escola de Treinamento Nacional Metodista e a Casa de Treinamento Missionário e Diaconisa Presbiteriana se uniram para se tornar a Escola de Treinamento da Igreja Unida em 1926, mais tarde juntando-se ao Colégio de Treinamento de Mulheres Anglicanas para se tornar o Centro de Estudos Cristãos, atualmente em Winnipeg. Esta escola continua a educar homens e mulheres para o ministério diaconal nas igrejas Unida e Anglicana.
Entre 1880 e 1915, 62 escolas de treinamento foram abertas nos Estados Unidos. A falta de treinamento enfraqueceu os programas de Passavant. No entanto, o recrutamento tornou-se cada vez mais difícil depois de 1910, pois as jovens preferiam as escolas de pós-graduação em enfermagem ou o currículo de serviço social oferecido pelas universidades estaduais.

## Diáconos célebres
- Santo Estêvão
- Santa Febe
- Filipe, o Evangelista
- São Vicente de Saragoça
- Santo Efrém da Síria
- São Lourenço de Huesca
- Santa Olímpia, a Diaconisa

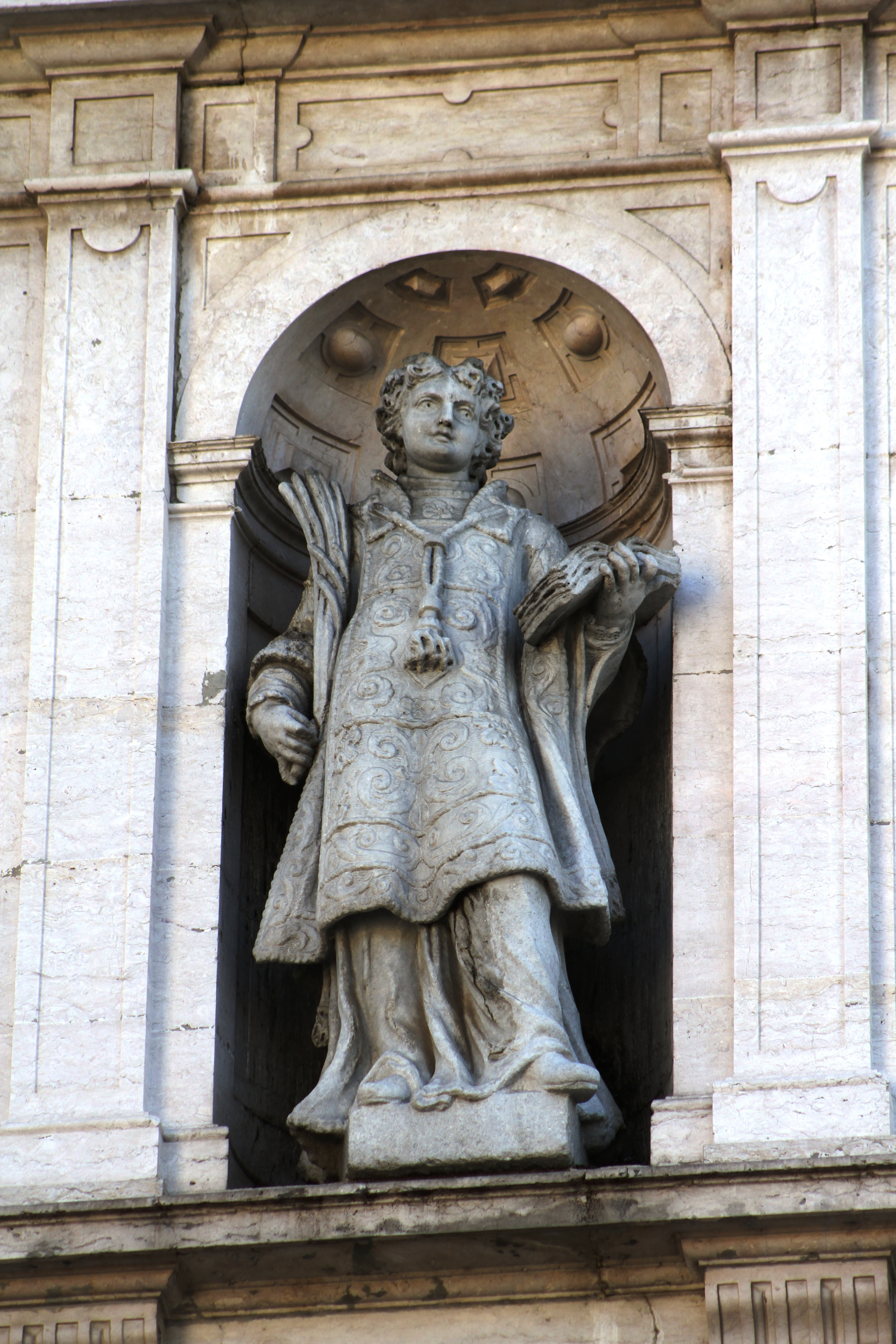
São Vicente de Saragoça, díacono

- Santa Teosébia, a Diaconisa — irmã de Basílio Magno e São Gregório de Níssa
- Santa Macrina, a Jovem — irmã de Basílio Magno e São Gregório de Níssa
- Santo Alcuíno de Iorque
- Leão, o Diácono
- São Francisco de Assis
- Éliphas Lévi
- Lewis Carroll
- Santa Isabella Gilmore
- São Charles de Foucauld